# غوستاف كولين
غوستاف كولين هو سباح سويدي، ولد في 23 مايو 1890 في ستوكهولم في السويد، وتوفي في 25 أكتوبر 1966.

## روابط خارجية
- غوستاف كولين على موقع أوليمبيديا (الإنجليزية)
- غوستاف كولين على موقع اللجنة الأولمبية السويدية (السويدية)